# منتخب النمسا تحت 18 سنة لكرة الطائرة للسيدات
منتخب النمسا تحت 18 سنة لكرة الطائرة للسيدات هو ممثل النمسا الرسمي في المنافسات الدولية في كرة طائرة للسيدات
.